# ريحان تايلندي

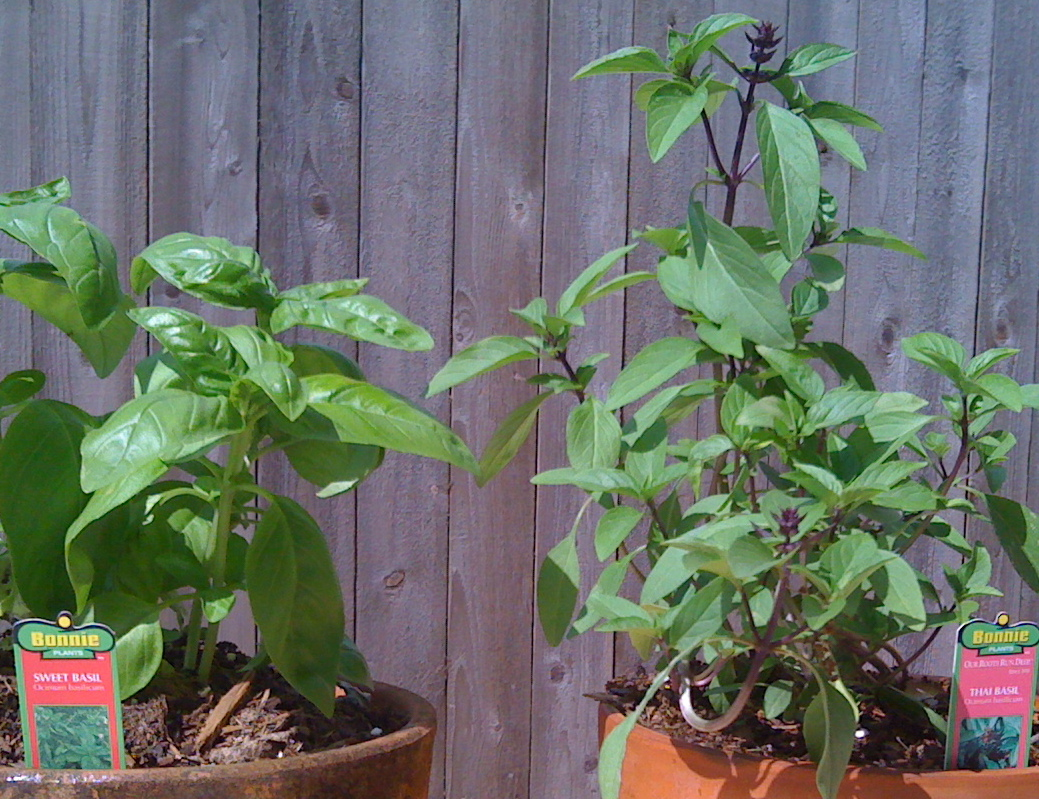
الريحان الحلو يتميز بأوراق عريضة بلون أخضر فاتح بينما الريحان التايلاندي له سيقان وأزهار أرجوانية وأوراق تشبه الرمح

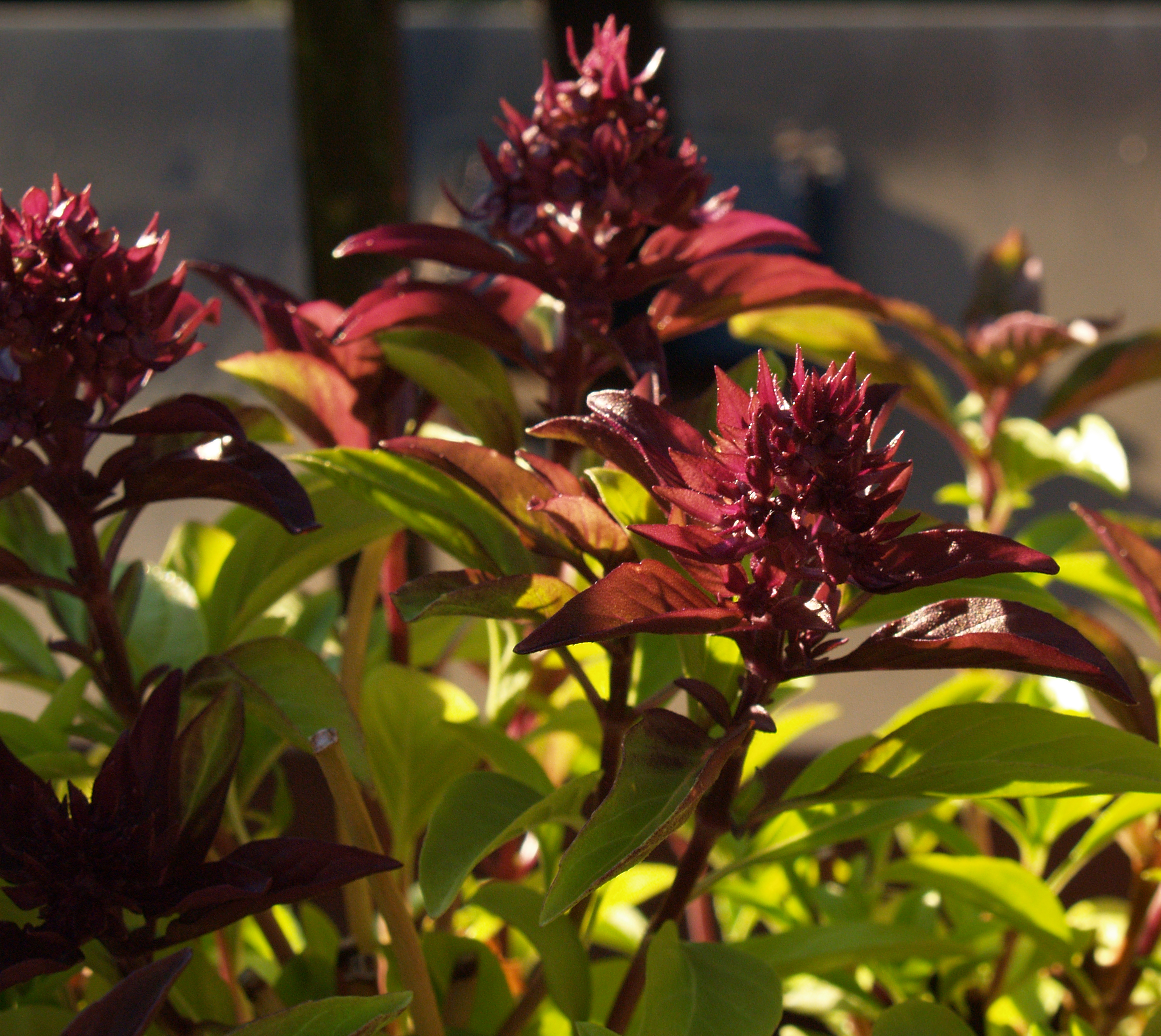
زهور الريحات التايلندي أواخر الصيف

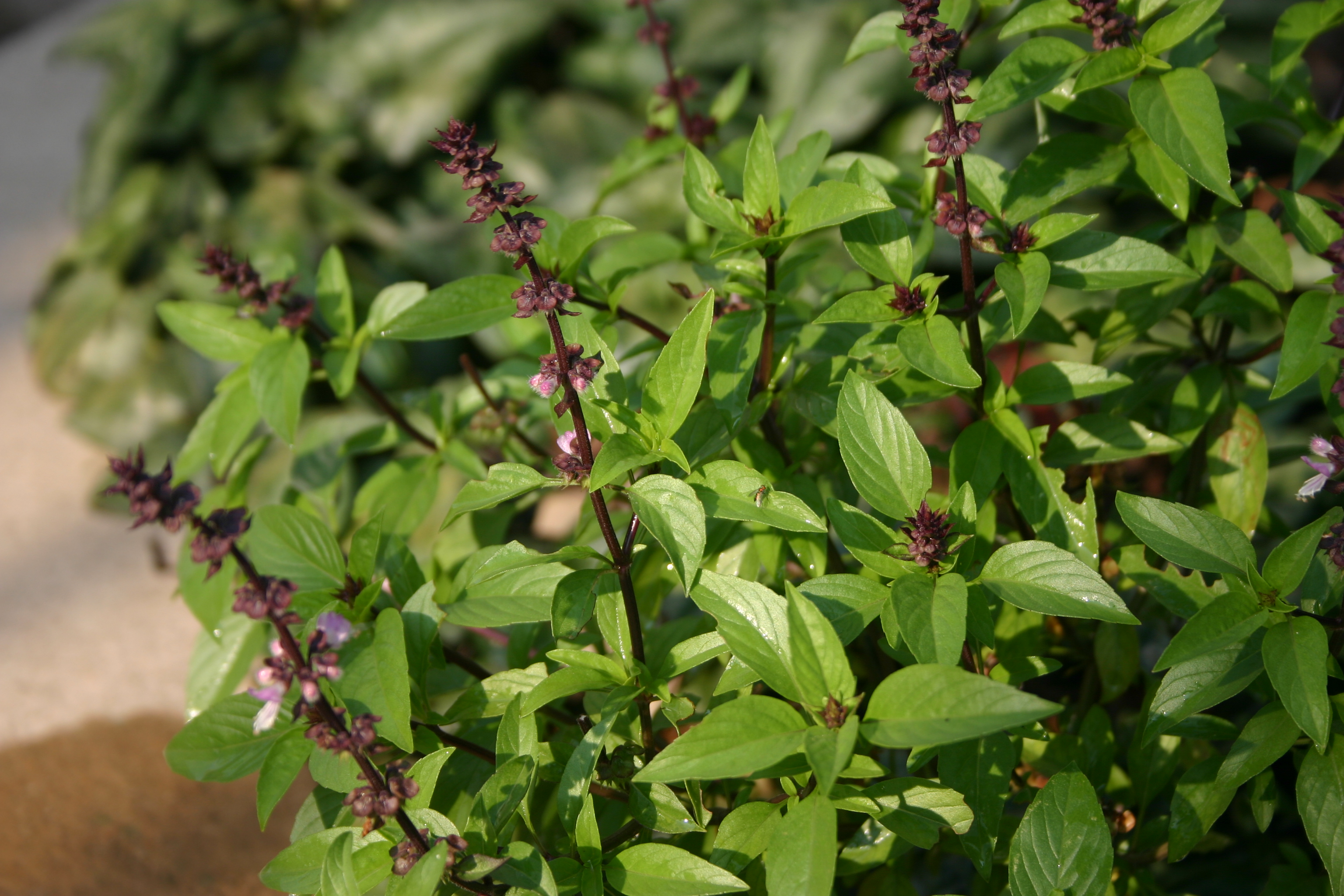
ريحان تايلاندي مع الزهور في منتصف الصيف

الريحان التايلاندي ((بالتايلندية: โหระพา)‏ ؛ (بالفيتنامية: húng quế)‏) هو نوع من الريحان الأصلي لجنوب شرق آسيا التي تمت زراعته للحصول على سمات مميزة. يستخدم على نطاق واسع في جميع أنحاء جنوب شرق آسيا، ونكهته تشبه اليانسون - وعرق السوس - حار قليلاً، تظهر النهكة بشكل أكثر ثباتًا عند الطهي على درجات حرارة مرتفعة أو لمدة طويلة مقارنة بنبات الريحان الحلو. يحتوي الريحان التايلاندي على أوراق صغيرة ضيقة وسيقان بنفسجية وأزهار وردية بنفسجية.

## التصنيف والتسميات
يقع الريحان التايلاندي ضمن تصنيف الريحان الحلو. والريحان التايلاندي نفسه له أصناف متعددة. أحد هذه الأصناف يزرع عادةً في الولايات المتحدة هو «سيام كوين». قد يُطلق على الريحان التايلاندي أحيانًا ريحان اليانسون أو ريحان عرق السوس، في إشارة إلى الرائحة والطعم الذي يشبه اليانسون وعرق السوس، لكنه يختلف عن السلالات الغربية التي تحمل الأسماء نفسها.
في بعض الأحيان، قد يطلق على الريحان التايلاندي اسم «ريحان القرفة»، وهو الاسم الحرفي باللغة الفيتنامية، ولكن يشير «ريحان القرفة» عادة إلى صنف آخر.
اسم الجنس Ocimum مشتق من الكلمة اليونانية التي تعني «الرائحة»،  والتي تعد مناسبة لمعظم أفراد عائلة النعناع. ومع وجود مع أكثر من 40 صنفًا من الريحان، فإن وفرة وتنوع النكهات والروائح والألوان تؤدي إلى التشويش عند تحديد أنواع محددة.
يشيع استخدام ثلاثة أنواع من الريحان في المطبخ التايلاندي.
- الريحان التايلندي يستخدم على نطاق واسع في جميع أنحاء جنوب شرق آسيا ويلعب دورا بارزاً في المطبخ الفيتنامي. وهو الصنف الأكثر استخدامًا للطبخ الآسيوي في المطابخ الغربية.
- الريحان المقدس (بالتايلندية: กะเพรา)‏ وله طعم حار، مثل الفلفل، يشبه القرنفل [4] يستخدم على نطاق واسع في الهند لأغراض الطهي وفي الأعشاب الطبية والدينية.
- ريحان الليمون (بالتايلندية: แมงลัก)‏، وكما يوحي اسمه فإن مذاق ورائحة الليمون ظاهرة فيه. ريحان الليمون هو نوع الريحان الأقل استخدامًا في تايلاند.[5]

## وصف
ينمو الريحان التايلندي بشكل قوي وكثيف،  يصل إلى 45 سنتيمتر (1.48 قدم) ،  وله أوراق خضراء لامعة، مسننة قليلاً، مع رائحة حلوة تشبه اليانسون ونفحات من عرق السوس، إلى جانب نكهة طفيفة من الريحان الحلو. الريحان التايلندي له ساق أرجواني، ومثل النباتات الأخرى في عائلة النعناع، فإن الساق مربعة. أوراقها هي معكوسة  كما يوحي اسمها العلمي، وزهور الريحان التايلاندي أرجوانية وتكون وردية اللون عند التفتح.

## زراعة
الريحان التايلندي مستيدم الخضرة  ولكنه يزرع سنويًا. وباعتباره نباتًا استوائيًا، فإن الريحان التايلاندي ينمو بشكل قوي في المناطق ذات المناخ الدافئ جدًا حيث لا توجد فرصة للصقيع. يمكن زراعته من البذور أو القطع، وبتطلب تربة خصبة جيدة التصريف مع درجة الحموضة تتراوح من 6.5 إلى 7.5 و6 إلى 8 ساعات من ضوء الشمس الكامل في اليوم الواحد.  يجب قطف الزهور من النبات لمنع الأوراق من أن تصبح مريرة. يمكن حصاد الريحان التايلندي مرارًا وتكرارًا عن طريق أخذ بضع أوراق في وقت واحد، ويجب حصاده بشكل دوري لتشجيع إعادة النمو. 

## استخدامات الطهي
يستخدم الريحان التايلاندي على نطاق واسع في مأكولات جنوب شرق آسيا، ومنها المأكولات التايلاندية والفيتنامية واللاوية والكمبودية. أوراق الريحان التايلاندية هي عنصر أساسي في الكاري الأخضر والأحمر التايلاندي، على الرغم من أن الريحان المستخدم في النودلز التايلاندية في والعديد من أطباق الدجاج ولحم الخنزير والمأكولات البحرية هو الريحان المقدس مع ذلك تحتوي هذه الأطباق في الغرب عادة على الريحان التايلندي بدلاً من ذلك، والذي يتوفر بسهولة أكبر بكثير من الريحان المقدس. الريحان التايلاندي هو أيضًا عنصر مهم في صحن التايبي الشعبي المشهور (دجاج بثلاثة أكواب). وتستخدم كبهار، وغالبا ما يتم تقديم طبق من أوراق الريحان التايلاندية الخام كمرافقة إلى العديد من الأطباق الفيتنامية.